# Kroacka studzienka

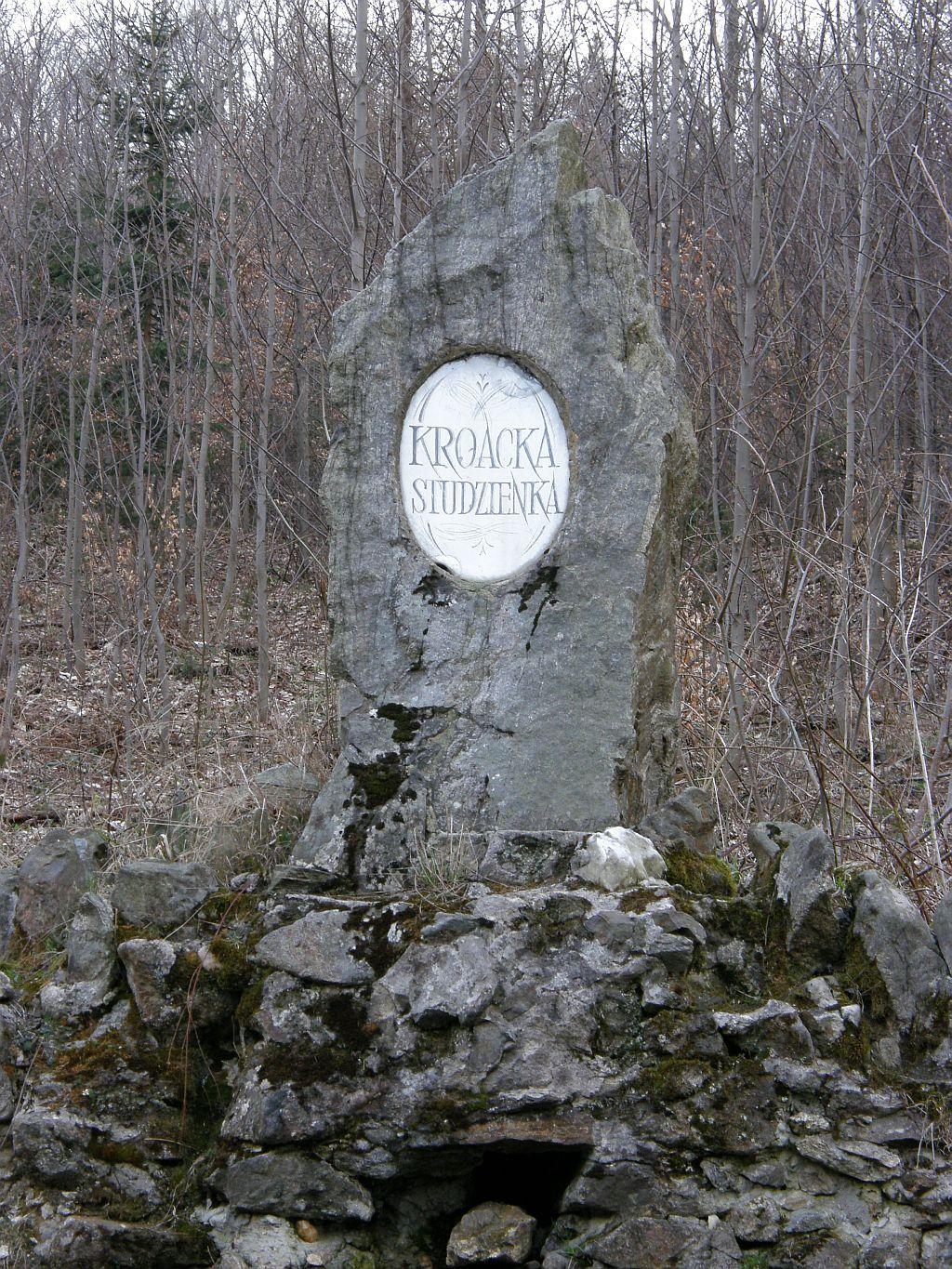
Obelisk obejmujący źródło

Kroacka Studzienka (niem. Kroatenbrunnen) — źródło w Sudetach Środkowych w północno-zachodniej części Gór Sowich, położone na wysokości około 580 m n.p.m., obok drogi łączącej Lutomię z Glinnem. 
Źródło ujęte jest w kamienno-betonowe obramowanie na którym stoi nieregularny obelisk z marmurowym owalnym medalionem z wykutą nazwą w języku polskim. Obok źródła stoi altana. Kroacka Studzienka była odwiedzana przez licznych turystów już w XIX wieku. Około 1885 roku Świdnickie Towarzystwo Górskie ustawiło tam ławkę.
Kroacka Studzienka swą nazwę zawdzięcza wydarzeniom bitwy pod Burkatowem i Lutomią podczas wojny siedmioletniej, między Austrią i Prusami. W okolicy Glinna stacjonowała armia austriacka. W skład tej armii wchodziły również oddziały chorwackie gen. Brentano, które właśnie w tym miejscu poiły swoje konie.

## Szlaki turystyczne
W pobliżu źródła przechodzi  szlak turystyczny z Bystrzycy Górnej do Kuźnicy.